# اچ‌ام‌اس پی۵۵۶
اچ‌ام‌اس پی۵۵۶ (به انگلیسی: HMS P556) یک زیردریایی بود که طول آن ۲۰۲ فوت ۶ اینچ (۶۱٫۷۲ متر) بود. این زیردریایی در سال ۱۹۲۲ ساخته شد.